# Alonso de Ojeda (paroisse civile)
Alonso de Ojeda est l'une des six paroisses civiles de la municipalité de Lagunillas dans l'État de Zulia au Venezuela. Sa capitale est Ciudad Ojeda, chef-lieu de la municipalité.

## Odonymie
La paroisse civile porte le nom de l'explorateur et conquistador espagnol Alonso de Ojeda (vers 1466-1515).

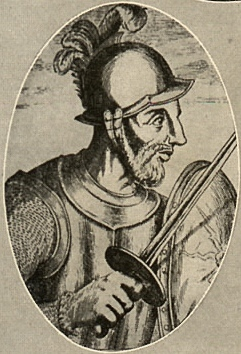
L'explorateur Alonso de Ojeda.